# Paonias astylus
The Huckleberry Sphinx (Paonias astylus) là một loài bướm đêm thuộc họ Sphingidae. Nó được tìm thấy ở miền đông Bắc Mỹ, từ Maine phía nam đến Florida, phía tây đến Missouri và Mississippi.

Sải cánh dài 55–65 mm. Con trưởng thành bay từ tháng 3 đến tháng 6 và một lần nữa vào tháng 9 làm hai đợt in Florida. There is one generation with adults on wing in tháng 7 in phần phía bắc của its range.

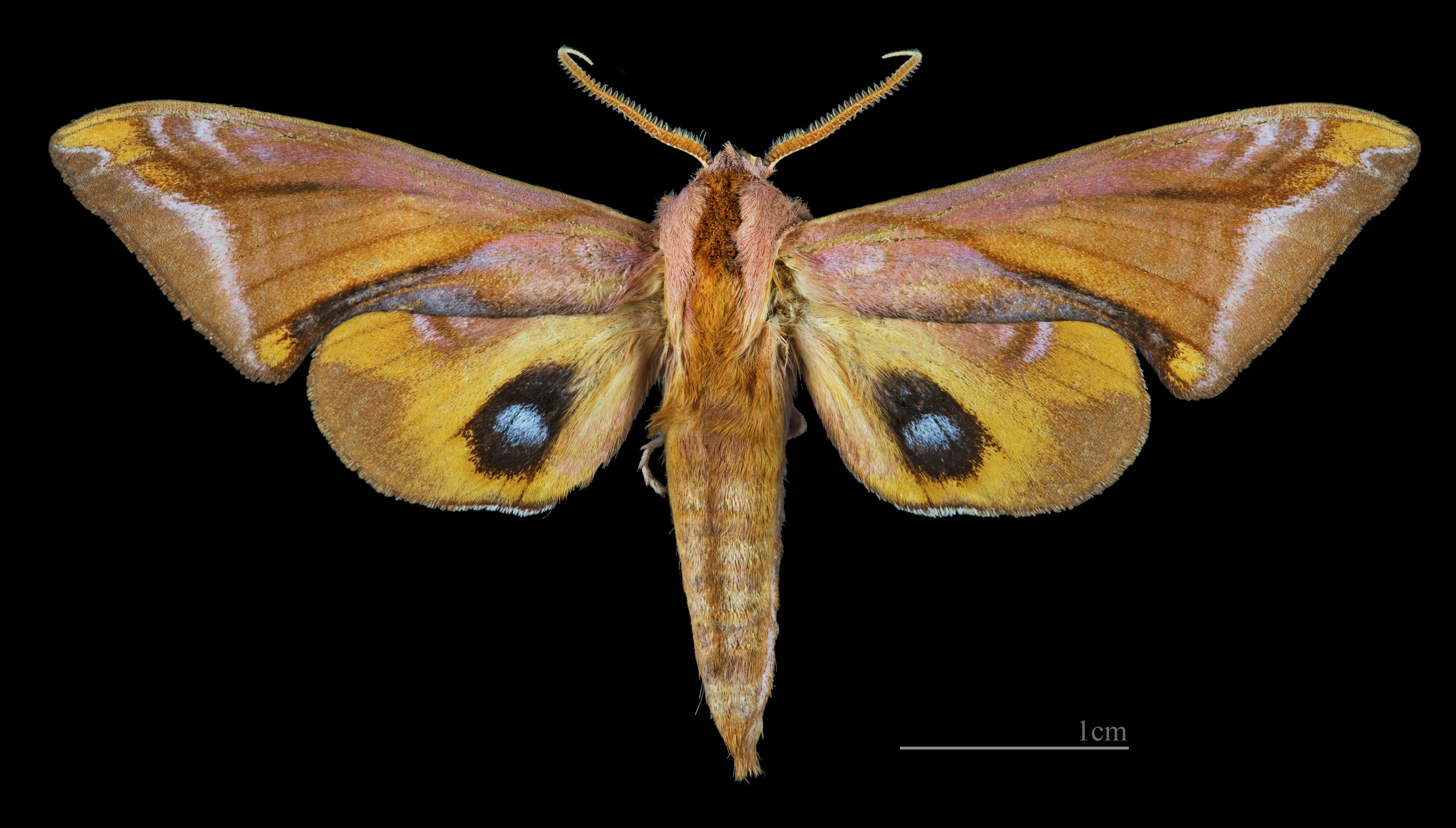
Paonias astylus ♂
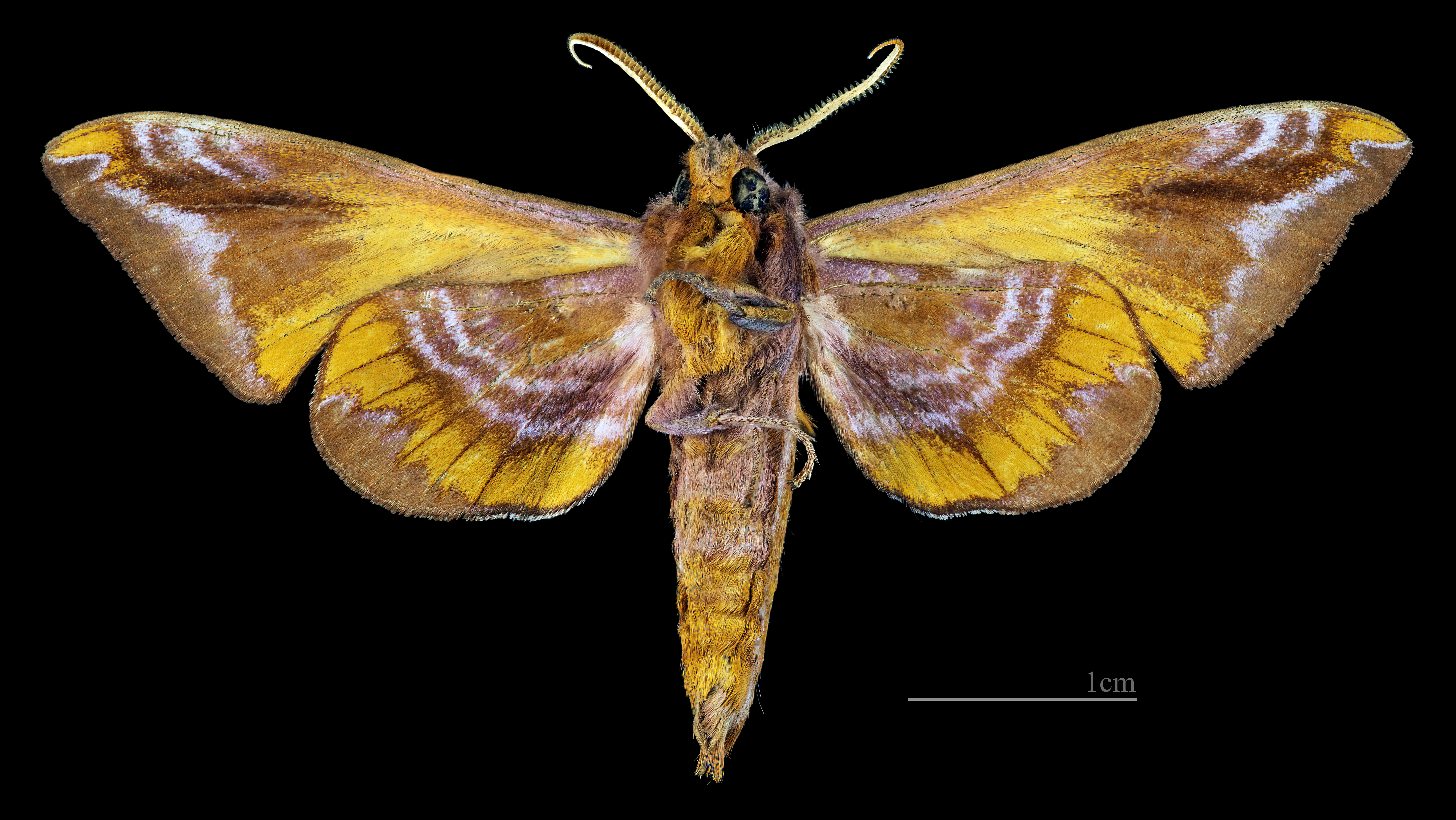
Paonias astylus ♂ △

Ấu trùng ăn blueberry, Vaccinium (bao gồm Vaccinium vacillans và Vaccinium corymbosum), Prunus, Andromeda và Salix.